# Trektouwtje
Een trektouwje, ook wel bekend als trekrotje of trekbom, is een bepaald soort fop- of schertsvuurwerk dat speciaal voor kinderen is gemaakt. Het wordt het hele jaar door verkocht door onder andere feestwinkels en op kermissen.

## Werking
Een trektouwtje is een stuk vuurwerk dat bestaat uit een zeer gevoelig pyrotechnisch mengsel genaamd "Armstrongs mixture". Dit mengsel bevat onder andere kaliumchloraat, rode fosfor en wat dextrine of zetmeel als bindmiddel. In het mengsel is een touwtje gedrenkt, het touwtje is dubbelgevouwen en zit in een papieren omhulsel. Wanneer aan het touwtje getrokken wordt, ontstaat door de wrijving warmte die genoeg is om het pyrotechnische mengsel te doen deflagreren. Dit zorgt voor de knal.
Vroeger bevatte het in plaats van het pyrotechnische mengsel de uiterst giftige stof kwikfulminaat.